# Tillandsia raackii
Tillandsia raackii är en gräsväxtart som beskrevs av Hans Edmund Luther. Tillandsia raackii ingår i släktet Tillandsia och familjen Bromeliaceae. Inga underarter finns listade i Catalogue of Life.